# Software Update Services
Microsoft Software Update Services (SUS) se diseña para simplificar el proceso de mantener sistemas basados en Windows con la última actualización crítica de seguridad. SUS habilita a los administradores para desplegar rápidamente y de forma segura las actualizaciones de seguridad en sus plataformas de servidor Windows 2000 Server así como en las plataformas de escritorio Windows 2000 Professional y Windows XP Professional.
- Datos: Q1933737